# The Unraveling (라이즈 어게인스트의 음반)
| 전문가 평가             | 전문가 평가 |
| 평가 점수               | 평가 점수   |
| 출처                    | 점수        |
| ----------------------- | ----------- |
| AllMusic                | [ 1 ]       |
| Drowned in Sound        | 8/10        |
| Ground Control magazine | positive    |
| Punknews.org            | [ 4 ]       |
| Sputnikmusic            | 3.5/5       |

《The Unraveling》은 미국의 펑크 록 밴드 라이즈 어게인스트의 데뷔 스튜디오 음반으로, 2001년 4월 24일, 팻 렉 코드에서 발매되었다. 2000년에 EP 《Transistor Revolt》이 발매된 후, 밴드는 팻 렉 코드와 계약을 맺고 소닉 이구아나 스튜디오에서 프로듀서 매스 조르지니와 함께 음반 작업을 시작했다. 음악적으로 《The Unraveling》은 멜로딕 하드코어에 뿌리를 두고 있으며, 이는 나중에 밴드의 시그니처 스타일이 되었다. 반대로 가사는 개인적인 관계와 문제에 더 중점을 둔 정치적 성향의 후반 작업과는 다르다.
비록 음반 차트에서 정점을 찍진 못했지만, 《The Unraveling》은 음악 평론가들로부터 긍정적인 평가를 받았다. 발매 후 기타리스트 댄 웰클린스키는 리드 보컬리스트 팀 매킬래스와의 개인적인 차이로 인해 밴드를 떠났고, 결국 토드 모니로 교체되었다. 2005년, 팻 렉 코드는 라이즈 어게인스트의 5주년에 맞춰 《The Unraveling》을 재발매했다.

## 배경
라이즈 어게인스트는 1999년 시카고의 펑크 록 밴드 88 핑거스 루이가 해체된 후 결성되었다. 베이시스트 조 프린시페와 기타리스트 댄 웰클린스키는 여전히 음악 제작에 관심이 있었고, 새로운 밴드를 시작하기로 결정했다. 두 사람은 드러머 토니 틴타리, 기타리스트 케빈 화이트, 그리고 펑크 밴드 백스터의 리드 보컬리스트이었던 팀 매킬래스를 영입했다. 그들은 자신들을 트랜지스터 리볼트라고 불렀고, 2000년에 EP 《Transistor Revolt》를 발매했다. 《Transistor Revolt》는 독립 음반사 팻 렉 코드의 공동 창립자인 팻 마이크의 주목을 받았다. 그는 2000년에 밴드와 음반 계약을 체결하고 이름을 변경하는 조건으로 밴드를 결성했고, 밴드 멤버들은 결국 라이즈 어게인스트라는 이름을 결정했다.
팻 렉 코드와 계약한 후 틴타리와 화이트는 라이즈 어게인스트를 떠났다. 틴타리는 얼마 지나지 않아 브랜든 반즈로 대체되었다. 새로운 드러머와 함께 밴드 멤버들은 인디애나주 라피엣에 있는 소닉 이구아나 스튜디오에서 《The Unraveling》 작업을 시작했다. 프린시페와 웰클린스키는 이전에 88 핑거스 루이의 음반을 녹음한 적이 있었다. 녹음은 5주 동안 진행되었으며, 매스 조르지니가 프로듀서로, 웰클린스키가 보조 엔지니어로 참여했다.

## 곡 목록
모든 곡들은 팀 매킬래스, 조 프린시페, 댄 웰클린스키 그리고 브랜든 반즈에 의해 작사/작곡하였다.
| #   | 제목                                   | 재생 시간 |
| --- | -------------------------------------- | --------- |
| 1.  | 〈Alive and Well〉                     | 2:06      |
| 2.  | 〈My Life Inside Your Heart〉          | 3:02      |
| 3.  | 〈Great Awakenin〉                     | 1:35      |
| 4.  | 〈Six Ways 'Til Sunday〉               | 2:36      |
| 5.  | 〈401 Kill〉                           | 3:19      |
| 6.  | 〈The Art of Losing〉                  | 1:50      |
| 7.  | 〈Remains of Summer Memories〉         | 1:17      |
| 8.  | 〈The Unraveling〉                     | 3:12      |
| 9.  | 〈Reception Fades〉                    | 2:10      |
| 10. | 〈Stained Glass and Marble〉           | 1:36      |
| 11. | 〈Everchanging〉                       | 3:47      |
| 12. | 〈Sometimes Selling Out Is Giving Up〉 | 1:09      |
| 13. | 〈3 Day Weekend〉                      | 1:03      |
| 14. | 〈1000 Good Intentions〉               | 3:07      |
| 15. | 〈Weight of Time〉                     | 2:00      |
| 16. | 〈Faint Resemblance〉                  | 2:51      |